# Benzoylgroep

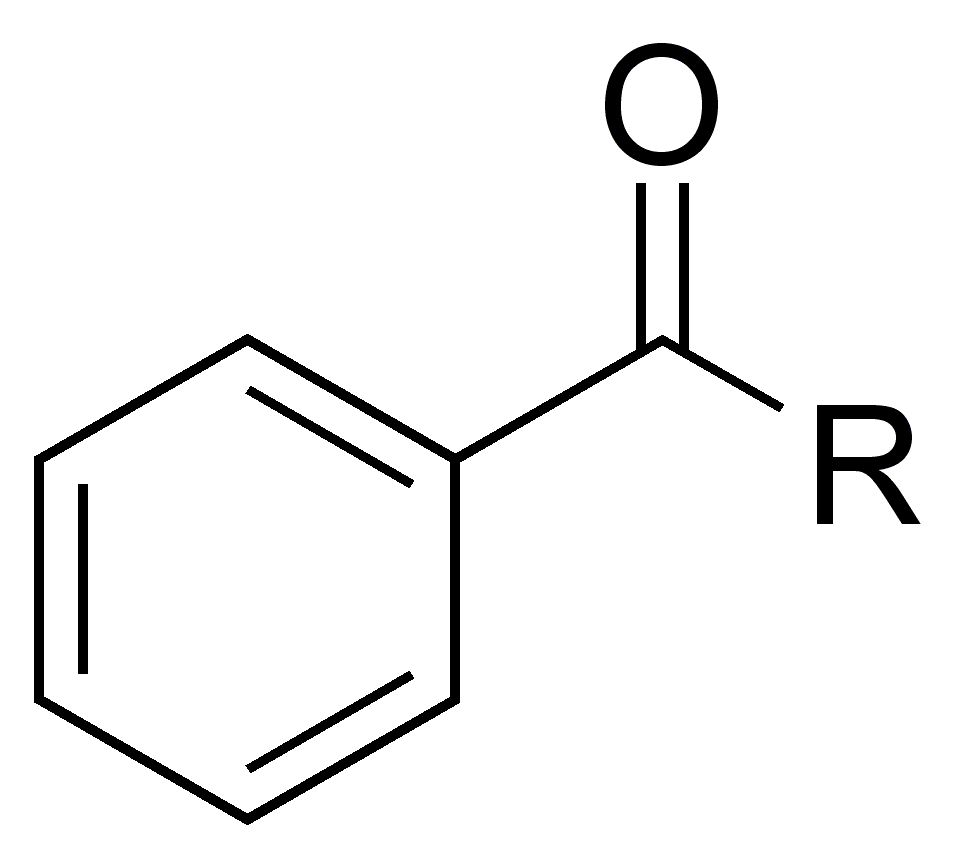
Structuurformule van een benzoylgroep.

Een benzoylgroep is een functionele groep, bestaande uit een benzeenring waarmee een carbonylgroep is verbonden. Aan deze carbonylgroepgroep kan een willekeurige R-groep (alkyl of aryl) vastgehecht worden. De molecuulformule is C6H5CO-R, maar dit wordt veelal afgekort tot Bz-. Zo kan benzoylchloride worden voorgesteld als C7H5ClO of als BzCl.
Benzoylgroepen worden vaak gebruikt als beschermende groep tijdens organische syntheses. De groep kan nadien eenvoudigweg verwijderd worden via een hydrolyse in basisch milieu.
Een benzoylgroep is niet hetzelfde als een benzylgroep, die de afkorting Bn- draagt.